# Bóng nước tại Đại hội Thể thao Đông Nam Á 2001
Bóng nước tại Đại hội Thể thao Đông Nam Á năm 2001 được tổ chức từ ngày 11 đến 15 tháng 9 tại National Aquatics Centre, Khu Liên hợp Thể thao Quốc gia, Kuala Lumpur, Malaysia, trong khuôn khổ các môn thể thao dưới nước bên cạnh bơi lội, nhảy cầu và bơi nghệ thuật 
Môn bóng nước chỉ có nội dung đồng đội nam, áp dụng thể thức thi đấu vòng tròn một lượt để phân định thứ hạng và huy chương. Đoàn thể thao Singapore tiếp tục thống trị sức mạnh ở môn bóng nước khi giành huy chương vàng, huy chương bạc và đồng lần lượt thuộc về đoàn Thái Lan và Indonesia

## Kết quả
| Nội dung     | Vàng      | Bạc      | Đồng      |
| ------------ | --------- | -------- | --------- |
| Đồng đội nam | Singapore | Thái Lan | Indonesia |